# Ніколо-Полома (селище)
Ніколо-Полома (рос. Николо-Полома) — селище в Парфенєвському районі Костромської області Російської Федерації.
Населення становить 1641 особу. Входить до складу муніципального утворення Ніколо-Поломське сільське поселення.

## Історія
У 1936-1944 роках населений пункт належав до Ярославської області. Від 1944 року належить до Костромської області.
Від 2007 року входить до складу муніципального утворення Ніколо-Поломське сільське поселення.

## Населення
| 2008 | 2010  | 2014  |
| ---- | ----- | ----- |
| 1711 | ↘1454 | ↗1641 |